# Montano Lucino
Montano Lucino ist eine norditalienische Gemeinde (comune) in der Provinz Como in der Lombardei.

## Lage und Einwohner
Die Gemeinde liegt etwa 4,5 Kilometer südwestlich von der Provinzhauptstadt Como und umfasst folgende Fraktionen: Arcissa, Cantalupo, Cima, Crignola, Dosso, Grisonno, La Cà, Lovesana, Lucinasco, Lucino al basso, Lucino al mezzo, Lucino al Monte, Montano, Trivino und Vitello, die zusammen 5410 Einwohner (Stand 31. Dezember 2023) haben. Die südwestliche Gemeindegrenze bildet der Seveso. 
Die Nachbargemeinden sind am Norden San Fermo della Battaglia, am Osten Como, am Süden Grandate und Villa Guardia, und am Westen Colverde.

### Verkehrsanbindung
Durch die Gemeinde führt die Staatsstraße 342 von Montano Lucino Richtung Varese. Diese kreuzt hier die Autostrada A9 von Lainate zur schweizerischen Grenze.

## Veranstaltungen
- Fiera Zootecnica Settembrina (Drietter Samstag)

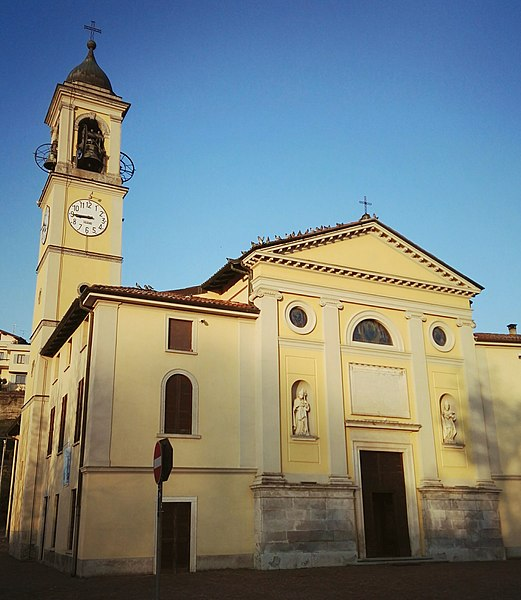
Kirche San Girgio

- Sagra del Pizzocchero (Monat Mai)
- Sagra del Pesce (Monat Juni)

## Sehenswürdigkeiten
- Pfarrkirche San Giorgio (1674)[2]
- Kirche Sant’Andrea (1948)[3]
- Wallfahrtskirche Madonna delle Grazie (1688)[4]
- Villa Carabba Tettamanti (18. Jahrhundert)[5]
- Villa Olginati (18. Jahrhundert)[6]